# Bathythrix fragilis
Bathythrix fragilis är en stekelart som först beskrevs av Johann Ludwig Christian Gravenhorst 1829.
Bathythrix fragilis ingår i släktet Bathythrix och familjen brokparasitsteklar. Arten är reproducerande i Sverige. Inga underarter finns listade.